# Гуань Ї
Гуань Ї (спрощ.: 管轶; кит. трад.: 管軼, 1962) — китайський вірусолог. У 2014 році згідно опитування Thomson Reuters (відоме також як «Clarivate Analytics») посів 11 місце у світі серед дослідників у галузі мікробіології. Він отримав ступінь доктора філософії з мікробіології в Гонконзькому університеті та працює професором мікробіології у цьому ж учбовому закладі. Його дослідження важкого гострого респіраторного захворювання SARS допомогло китайському уряду запобігти поширення спалаху цього захворювання в 2004 році. Він є діючим директором (у справах Китаю) Державної головної лабораторії нових інфекційних захворювань Гонконзького університу. На початку 2017 року Гуань попередив, що вірус грипу H7N9 «становить найбільшу загрозу для людства, ніж будь-який інший за останні 100 років».

## Освіта
Гуань отримав ступінь доктора медицини у медичному коледжі Наньчанського університету (також відомого як медичний коледж Цзянсі), вчений ступінь у Пекінському медичному коледжі та ступінь доктора філософії в Гонконзькому університеті.

## Кар'єра
Протягом усієї своєї кар'єри Гуань Ї зосереджував свої дослідження на вірусах грипу, та визначив усіх основних попередників та шляхи передачі варіанту H5N1, який циркулював в Південно-Східній Азії, Європі та Африці, і надав більшість зразків штамів Всесвітній організації охорони здоров'я для розробки вакцин на випадок пандемії.
Гуань Ї також ініціював систематичне дослідження вірусів H9N2, які разом із вірусами підтипу H5 вважаються найвірогіднішими новими підтипами грипу, які можуть викликати пандемію.
Гуань визначив роль свійських качок у створенні реервуару та поширенні вірусів грипу, та зробив значний внесок у вивченні появи, еволюційної історії та розвитку пандемічного вірусу H1N1 2009 року, а також розкрив генезис, джерело інфекції, еволюційний шлях і можливий шлях передачі вірусу 2017 року — нового вірусу грипу H7N9.
Гуань Ї також зробив внесок у ідентифікацію тваринних резервуарів для коронавірусів, очоливши групу з визначення кажанів як резервуарів для SARS-CoV, і пальмових цивет як проміжних господарів для SARS-CoV.
Протягом багатьох років Гуань Ї працював у різних відомих університетах і лікарнях. Він розпочав свою кар'єру у 1983 році, і працював до 1986 року лікарем-ординатором (асистент викладача) у відділенні педіатрії у першій афілійованій лікарні медичного коледжу Цзянсі в Наньчані. Незабаром після того, як він став «відповідальним лікарем» (викладачем) (кафедри педіатрії) в медичному коледжі Університету Шаньтоу з 1989 по 1992 рік. Перейшовши звідти між 1993 і 1995 роками, Гуань отримав ступінь доктора філософії, та розпочав роботу на кафедрі мікробіології в Гонконзькому університеті. Потім він переїхав до США між 1995 і 1997 роками, де отримав ступінь доктора філософії у відділенні вірусології та молекулярної біології дитячої дослідницької лікарні Святого Джуди в Мемфісі в штаті Теннессі.
Потім Гуань Ї повернувся до Гонконзького університету, де він працював з 1997 по 2000 роки асистентом-доцентом на кафедрі мікробіології, потім з 2001 по 2013 роки як доцент і старший викладач на кафедрі мікробіології, а з 2005 по 2011 рік працював професором кафедри мікробіології, а з 2013 по 2016 рік став директором Центру дослідження грипу. Станом на 2023 рік Гуань Ї з 2015 року обіймає посаду професора кафедри нових вірусних захворювань (школа громадського здоров'я). Одночасно Гуань Ї займає кілька високих посад у високоповажних організаціях охорони здоров'я по всьому Китаю. Він є директором Об'єднаного дослідницького центру грипу (HKU & SUMC)) медичного коледжу Університету Шаньтоу з 2004 року, директором Міжнародного інституту інфекції та імунітету медичного коледжу Університету Шаньтоу з 2007 року, директором Державної ключової лабораторії нових інфекційних захворювань Гонконзького університету з 2005 року, професора вірусології в Школіа громадського здоров'я в Гонконзькому університеті з 2012 року, працює також в Об'єднаному інституті вірусології в Шаньтоу з 2015 року та Спільній лабораторії міжнародного співробітництва в галузі вірусології та нових інфекційних захворювань Китаю з 2016 року.

## Пандемія COVID-19
В інтерв'ю Caixin Гуань дав експертні коментарі щодо SARS-CoV-2, попередивши, що коронавірус може бути в 10 разів гіршим, ніж спалах SARS у 2003 році. Він сказав засобам масової інформації: «Я пережив стільки [спалахів захворювань], і я ніколи не боявся. З більшістю [спалахів] можна впоратися, але цього разу я наляканий». Те, що він сказав у своєму інтерв'ю «Caixin», вочевидь, відрізнялося від того, що писалося в більшості китайських засобів масової інформації, і стало дуже суперечливим, оскільки журналісти державних ЗМІ перепостили його попередню заяву, яку він зробив 15 січня, стверджуючи, що хвороба піддається лікуванню. Журналісти також оприлюднили інформацію про те, що лабораторія Гуана колись була оштрафована урядом у 2005 році. Ван Дуань, журналіст «Caixin», який брав інтерв'ю у Гуань Ї, описав таку поведінку як «особисті напади» та поскаржився, що досі жоден експерт не виступив, щоб спростувати те, що сказав Гуань.
У середині липня 2020 року, коли було повідомлено про групу нових випадків захворювання в Пекіні, Гуан дав інтерв'ю журналу «iNewsweek» (中国新闻周刊), у якому поділився своєю думкою, що підтримує припущення, що вірус потрапив до Пекіна через зараженого замороженого лосося.
Гуань Ї розкритикував заходи китайського уряду щодо нуль-COVID, що Bloomberg News назвало «рідкісним проявом публічної критики», сказавши в інтерв'ю телеканалу «Phoenix Hong Kong Channel», що якщо уряд продовжуватиме політику карантину щодо кількох випадків, то економіка постраждає. Гуань виступав за збільшення вакцинації та дослідження ефективності домашніх вакцин проти нових варіантів коронавірусу.

## Поява в популярних ЗМІ
У 2005 році журнал «Тайм» назвав Гуана одним із 18 «Героїв глобальної охорони здоров'я», а в 2006 році назвав його «Азійським героєм» за його дослідження вірусу грипу. У 2021 році він був нагороджений «Canada Gairdner Global Health Award».

## Академічні публікації
Запис про публікації Гуань Ї, який міститься в базі даних Національного інституту охорони здоров'я США PubMed, показує, що він має понад 280 рецензованих статей із понад 26 тисячами цитувань і h-індексом 79.

## Скандали
У 2022 році Гуань Ї був звинувачений у булінгу його колишнім членом команди в Гонконзькому університеті.